# باتريسيا فيلاسكيز
باتريسيا فيلاسكيز (بالإسبانية: Patricia Velásquez)‏ ممثلة وعارضة أزياء فنزويلية من مواليد 31 يناير 1971.

## مواقع خارجية
- باتريسيا فيلاسكيز على موقع IMDb (الإنجليزية)
- باتريسيا فيلاسكيز على موقع ألو سيني (الفرنسية)
- باتريسيا فيلاسكيز على موقع أول موفي (الإنجليزية)
- باتريسيا فيلاسكيز على موقع قاعدة بيانات الأفلام السويدية (السويدية)
- باتريسيا فيلاسكيز على موقع إن إن دي بي (الإنجليزية)
- باتريسيا فيلاسكيز على موقع قاعدة بيانات الفيلم (الإنجليزية)
- باتريسيا فيلاسكيز على موقع كينوبويسك (الروسية)
- باتريسيا فيلاسكيز على موقع دليل عارضات الأزياء (الإنجليزية)